# Большое Петраково (Архангельская область)
Большое Петраково — деревня в Красноборском районе Архангельской области. Входит в состав Верхнеуфтюгского сельского поселения.

## География
Находится в юго-восточной части Архангельской области на расстоянии приблизительно 7 км на запад по прямой от административного центра поселения деревни Верхняя Уфтюга на правобережье реки Уфтюга.

## История
В 1859 году здесь (деревня Петроково Сольвычегодского уезда Вологодской губернии) было учтено 7 дворов.

## Население
Численность населения: 69 человек (1859 год), 4 (русские 100 %) в 2002 году, 2 в 2010.